# برایمبو
برایمبو (به انگلیسی: Brymbo) یک منطقهٔ مسکونی در بریتانیا است که در شهرستان مستقل ورکسام واقع شده‌است. برایمبو ۴٬۸۳۶ نفر جمعیت دارد.